# Trapformule

doorsnede houten trap

De trapformule is een vuistregel die wordt gebruikt om een goed beloopbare trap te maken. De geometrie van een trap wordt bepaald door de optrede en de aantrede, waarbij de optrede het hoogteverschil is tussen twee opeenvolgende treden en de aantrede de diepte van een trede.
De trapformule luidt als:
2 optreden + 1 aantrede = 570 - 630 mm
Deze vuistregel c.q. richtlijn geeft aan dat de som van 2 optreden en 1 aantrede tussen de genoemde maten  dient te liggen. Het is gebaseerd op het feit dat de stapmodulus (de gemiddelde staplengte) 570 tot 630 millimeter bedraagt. In de Belgische TV198 'Houten trappen' van het Wetenschappelijk en Technisch Centrum voor het Bouwbedrijf (WTCB) wordt de trapformule daarom de stapmodulus genoemd.
Het is belangrijk dat de verhouding tussen op- en aantrede goed zijn, anders is de trap moeilijk beloopbaar. Als bijvoorbeeld de optrede 180 mm bedraagt, moet de aantrede tussen 570 − 360 = 210 en 630 − 360 = 270 mm liggen. De aantrede moet ook voldoende lang zijn, anders kunnen de voeten niet stevig worden neergezet.
Voor woningen is het gebruikelijk steilere trappen toe te passen dan in openbare gebouwen.

## Voorschriften Nederland
Het Bouwbesluit geeft voorschriften over afmetingen van trappen; zo mag in een nieuwbouwwoning de optrede niet groter zijn dan 188 mm en de aantrede niet kleiner dan 220 mm ter plaatse van de klimlijn. De doorloophoogte dient minimaal 2300 mm te zijn.